# Виктория Феодора Рейсская
Виктория Феодора Рейсская (нем. Victoria Feodora, Prinzessin Reuß jüngere Linie, известна также как Виктория Феодора, полное имя Виктория Феодора Агнес Леопольдина Элизабет, 21 апреля 1889, Потсдам, Пруссия — 18 декабря 1918, Росток) — принцесса из дома Рейссов (младшая линия) и герцогиня Мекленбургская в браке.

## Биография
Была старшей дочерью последнего правящего князя (1913—1918) княжества Рейсс младшей линии (Рейсс-Гера) Генриха XXVII (1858—1928) и его жены Элизы (1864—1929), урождённой принцессы Гогенлоэ-Лангенбург. Имела сестру и троих братьев, в том числе, её младшим братом был Генрих XLV (1895—1945, младшая линия Ройсс/Рейсс), а один брат умер во младенчестве.
24 апреля 1917 года вышла замуж за 43-летнего герцога Адольфа Фридриха Мекленбургского. Их свадьба была последней королевской свадьбой в замке Остерштайн.
Умерла 18 декабря 1918 года, через день после рождения дочери Войцлавы-Феодоры, и была похоронена в мраморном саркофаге в часовне Прибислава Доберанского кафедрального собора. Это было последнее захоронение в соборе. Дочь
Войцлава-Феодора (1918—2019) стала женой принца Генриха I Рейсс-Кёстрицского, в браке родилось шестеро детей.

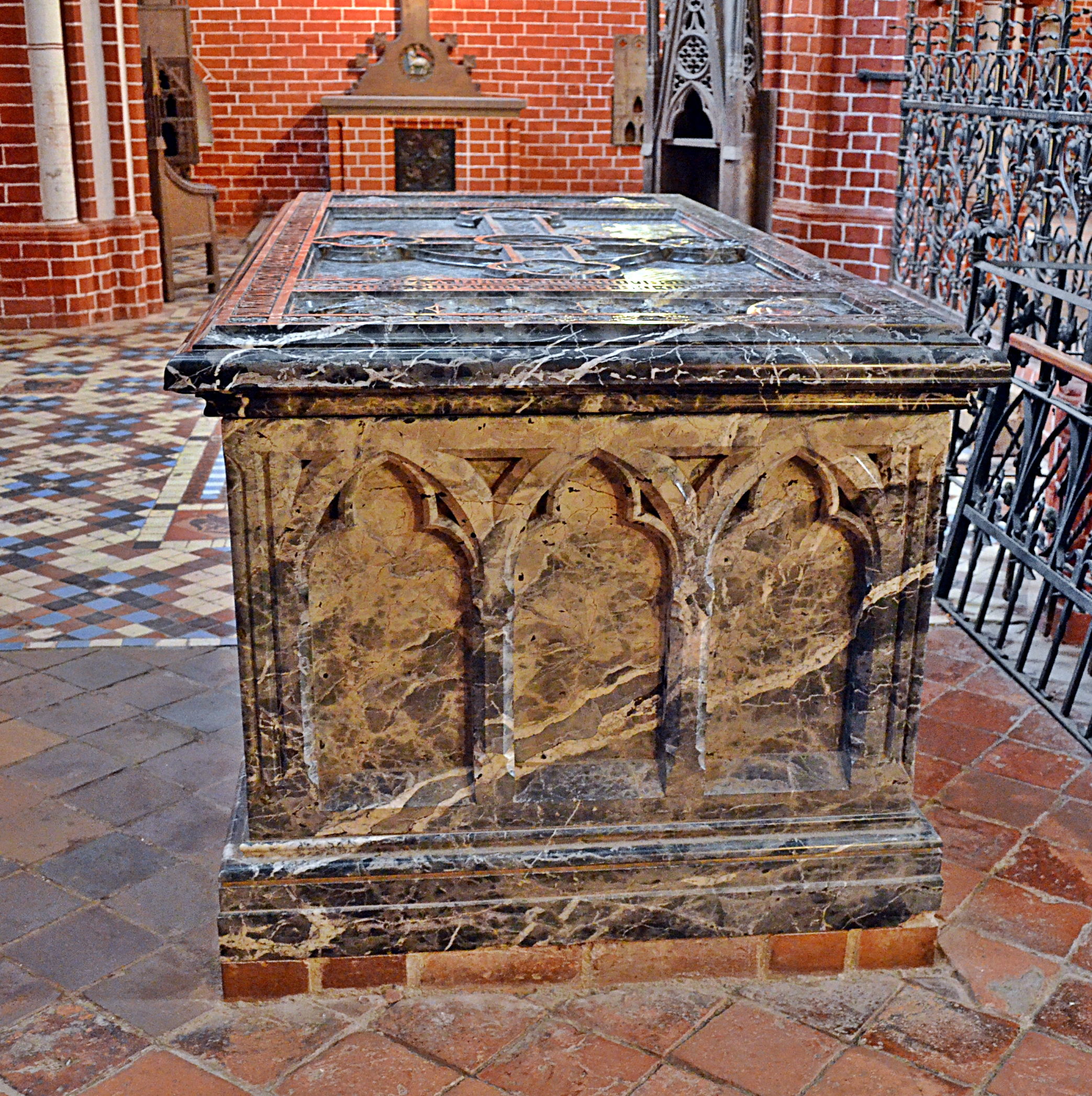
Могила Виктории

В память Виктории Феодоры названа мемориальная вилла Феодора на Штюловерской дороге в Бад-Доберане. Эту виллу Адольф Фридрих купил в 1924 году, и в ней он и его семья жили до 1945 года.